# 奥斯卡一世

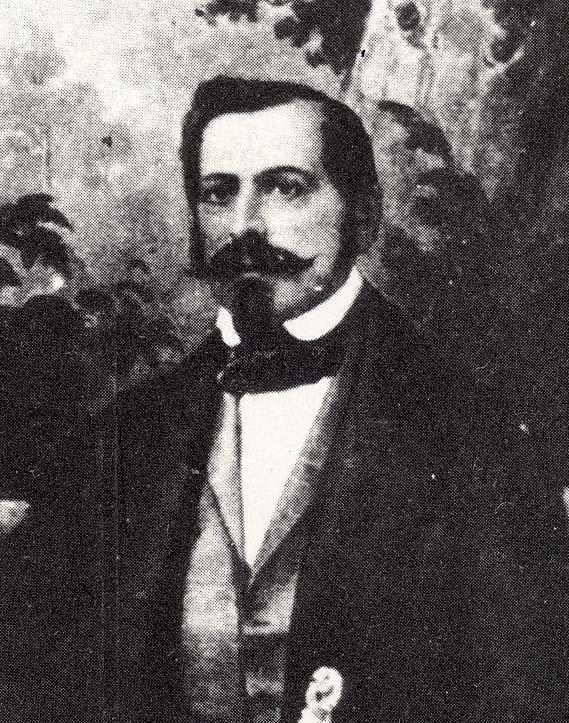
奥斯卡一世，攝于1852年

奥斯卡一世（Oscar I，1799年7月4日—1859年7月8日），本名约瑟夫·弗朗索瓦·奥斯卡·贝尔纳多特（Joseph François Oscar Bernadotte），1844年—1859年在位为瑞典-挪威联盟国王。他是瑞典国王卡尔十四世·约翰唯一的儿子，生于法国巴黎。

## 簡介
他的父亲卡尔·约翰·巴蒂斯特·贝尔纳多特原是法國皇帝拿破崙麾下猛將，受封為蓬泰科爾沃親王。後受瑞典國會之邀請，成為瑞典國王卡爾十三世的義子，並擔任瑞典王储，改宗新教信義宗。即位之後，改稱卡尔十四世·约翰，因為對大陸封鎖政策的不滿，投向反法同盟。
他的母親是德西德蕾亞，曾是拿破崙的女友、未婚妻，在拿破崙移情別戀後，改嫁伯納多特。
奥斯卡一世在1853年—1856年的克里米亚战争中支持奥斯曼帝国反对俄罗斯帝国。
从1857年起，奥斯卡一世因病，不问政事，實際上以其长子歐根親王（後為瑞典国王卡尔十五世）監國摄政。

## 婚姻與子女
1823年5月22日，奥斯卡在慕尼黑与洛伊希滕貝格的約瑟芬结婚，婚后有四子一女：
- 卡尔·路德维希·欧根（Karl Ludvig Eugen，1826年5月31日－1872年9月18日），斯科讷公爵，后来登基为卡爾十五世；
- 法兰斯·古斯塔夫·奥斯卡（Frans Gustaf Oscar，1827年－1852年9月24日），乌普兰公爵；
- 奥斯卡·弗雷德里克（Oscar Frederik，1829年1月21日－1907年12月8日），东约特兰公爵，后来登基为奧斯卡二世；
- 夏洛特·尤金妮·奥古斯塔·阿玛莉亞·阿尔貝汀（Charlotte Eugenie Auguste Amalia Albertine，1830年4月24日－1889年4月23日）；
- 卡尔·尼库劳斯·奥古斯特（Karl Nikolaus August，1831年8月24日－1873年3月4日），达拉纳公爵。